# Jennie Reed
Jennie Reed, född den 20 april 1978, är en amerikansk bancyklist som vunnit såväl amerikanska mästerskap och världsmästerskap. De första nationella titlarna vann hon 1994 vid ungdomsmästerskapen (Junior Track National Championships) som hölls på Marymoor Velodrome nära Seattle, Washington. 1998 vann hon det amerikanska mästerskapet som senior för första gången (vid U.S. National Track Championships). 2002 vann hon sin andra titel. 